# Trofeo Individual Bancaja 2014
El Trofeo Individual Bancaja de 2014 fue la vigesimonovena edición del Trofeo Individual Bancaja de escalera y cuerda, modalidad del deporte de la Pelota valenciana. Fue disputado entre los meses de septiembre y de octubre de ese año, y en él participaron diez pelotaris: Álvaro, Facheca, Ferrer, Francés, Genovés II, Miguel, Pablo, Pablo II, Puchol II, Rodrigo, Santi y Soro III, el cual revalidó el título.

## Jugadores participantes
El participante más veterano de esta edición fue nuevamente Álvaro, que entonces tenía cuarenta años; el más joven, Francés, con dieciocho años. Todos jugaban habitualmente de ristra excepto Santi, uno de los pocos medianeros que ha disputado el Individual:
| año  | jugador    | lugar de origen | nombre y apellidos        | palmarés |
| ---- | ---------- | --------------- | ------------------------- | -------- |
| 1973 | Álvaro     | Faura           | Álvaro Navarro Serra      | 11 · 3   |
| 1987 | Facheca    | Valencia        | Ismael Vidal Soneira      | [ 4 ]    |
| 1994 | Ferrer     | Llíber          | Santiago Ferrer Reus      |          |
| 1996 | Francés    | Petrel          | Álvaro José Francés       |          |
| 1981 | Genovés II | Genovés         | José Cabanes Corcera      | 5        |
| 1980 | Miguel     | Petrel          | Miguel González Marí      | 1 · 1    |
| 1992 | Pablo      | Sella           | Pablo Vidal Climent       | [ 7 ]    |
| 1993 | Pablo II   | Borriol         | Pablo Linares             |          |
| 1991 | Puchol II  | Vinalesa        | F. Xavier Puchol Cataluña | [ 8 ]    |
| 1993 | Rodrigo    | Benidorm        | Rodrigo Sebastià Alonso   | [ 9 ]    |
| 1985 | Santi      | Finestrat       | Santiago Ortuño Orquín    | 1        |
| 1984 | Soro III   | Masamagrell     | Francesc Soro Juan        | 2 · 2    |

## Cronología
El 1 de octubre de 2014 se presentó a la Consejería de Educación, Cultura y Deporte de la Generalidad Valenciana la edición 29 del Campeonato Individual Profesional de Escalera y Cuerda–Trofeo Presidente de la Generalidad Valenciana 2014, nombre completo de la competición. El acto fue presidido por los responsables de la Consejería, la Federación de Pelota Valenciana y ValNet, empresa organizadora. En el momento de la presentación, en el Trofeo Individual ya se habían disputado las partidas correspondientes a la Fase Previa.

### Sistema de competición
Además del aumento del número de pelotaris participantes (dos más), la principal diferencia respecto a la edición anterior se situó a la Fase Previa eliminatoria donde los dos jefes de serie esperaban a enfrentarse a los dos ganadores de dos partidas previas. De esta fase pasaron dos pelotaris hacia la siguiente fase de cuartos de final; los cuatro semifinalistas jugarían todos contra todos en una liguilla, de donde los dos mejores pelotaris se volverían a enfrentar a la final de Moncada.

### Fase previa: eliminatorias
La primera partida del XXIX Individual tuvo lugar al Trinquete de Pedreguer el sábado 20 de septiembre donde Pablo de Sella eliminó a Ferrer de Llíber con el resultado de 60 a 40. Pablo cayó eliminado de la fase ante Miguel de Petrel al Trinquete de Vilamarxant el 26 de septiembre en una partida donde el ex-campeón individual Miguel ganó por un contundente 60 por 15.
El otro enfrentamiento previo se disputó en el Trinquete Batiste Viñes de Burriana el 22 de septiembre entre Francés de Petrel y Pablo II de Borriol. Ganó el primero con un 60 a 40, victoria considerada merecida por el hecho que Francés se enfrentaba a un rival que jugaba a un trinquete que favorecía a Pablo II. Francés caería eliminado de la fase jugando frente a Santi de Finestrat, el 26 de septiembre en el Trinquete Eusebio de Sueca por el resultado también tajante de 60 por 15. Así los dos clasificados para la siguiente fase de cuartos de final fueron Miguel de Petrel y Santi de Finestrat.

### Cuartos de final
La ronda siguiente supuso la entrada a la competición de todos los pelotaris participantes que se enfrentaron en partida única cruzados por sorteo. La fase empezó el viernes 3 de octubre en el Trinquete de Genovés donde Miguel de Petrel derrotó a Rodrigo de Benidorm con un 60 a 35 certificando así su paso a la liguilla de semifinales. Un día después, el sábado 4 de octubre, Puchol II de Vinalesa eliminó a Álvaro de Faura en el Trinquete de Pedreguer por un 60 a 40. Las dos eliminatorias restantes se resolvieron el domingo 5 de octubre en el Trinquete de Alcira. En la primera Soro III de Masamagrell superaba a Santi de Finestrat 60 por 30 y a continuación, Facheca de Valencia eliminaba a Genovés II con un 60 por 30.

### Liguilla de semifinales
El 9 de octubre se abría la fase con la partida que enfrentaba el vigente campeón Soro III en Facheca al Trinquete de Bellreguard, en la que ganó el primero con un 60-35. Puchol II hizo lo mismo un día después (10 de octubre) ante Miguel con un 60-30 en el Trinquete de Villarreal. El Trinquete Tio Pena de Masamagrell veía volver a ganar a su ídolo local Soro ante Miguel el 14 de octubre. Pero esta vez con un resultado más ajustado (60 a 55) que hacía sumar el primer punto al de Petrel. La partida disputada en el Nuevo Trinquete de Guadassuar el 15 de octubre igualaba la clasificación de la fase después de la victoria de Facheca ante Puchol II con un 60-45.
El sábado 18 de octubre fue una jornada doble, donde se jugaba la configuración del cartel de la gran final del Trofeo. Soro III que ocupaba la primera posición de la clasificación con 5 puntos era el que más opciones tenía de acceder a la cita de Moncada. El enfrentamiento con Puchol II en Pedreguer resultaba determinante para el segundo , que empatado a 3 puntos con Facheca necesitaba la victoria. Del mismo modo que Miguel, con sólo un punto, también tenía opciones de llegar a la Final si era capaz de ganar en Facheca al Trinquete de Pelayo y se daba la situación que Puchol no conseguía puntuar a su respectiva partida.
La organización del torneo programó las partidas del sábado 18 de octubre en el mismo horario para que las múltiples combinaciones de resultados aumentaran la tensión de los enfrentamientos. La "tarde de los whattsapps", tal como fue bautizada la jornada, se decantó a favor de Soro III, que ganó a Puchol II por un 60 a 50, y de Facheca que dejó a Miguel sin comenzar su marcador (60 por 15).

### Final

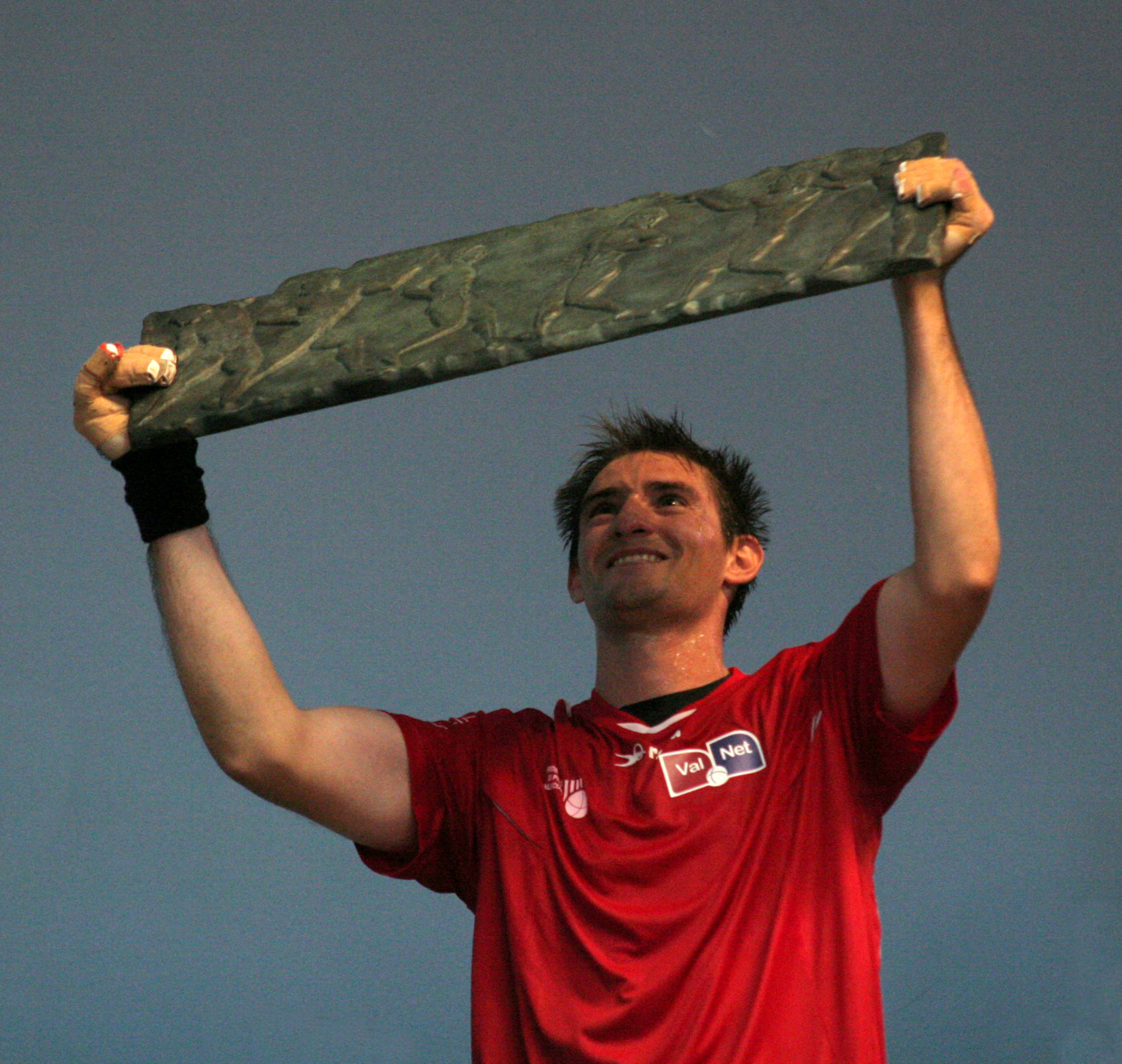
Soro III levanta el Friso griego en el palco del Trinquete de la Ciutat de la Pelota después de ganar el campeonato

El martes 21 de octubre se presentaba en un acto oficial la gran final, otra vez en la Consejería con los dos jugadores finalistas: Soro III de Masamagrell y Facheca de Valencia. El coste de las entradas fue de 20 euros, para tribuna, galerías y corredor, y 25 euros para la escalera. Era la primera Final del Individual que no iba a contar con la presencia de las cámaras de la televisión pública valenciana RTVV y los medios especializados acordaron difundir la cita mediante las redes sociales con la utilización del hashtag o etiqueta #finalindividualEiC.
La final se disputó como estaba previsto el domingo 26 de octubre al trinquete de la Ciudad de la Pelota de Moncada (la Huerta Norte). Se iniciaba la partida con "la revallada", favorable a Soro III que eligió empezar haciendo el dau, mientras que Fagecà eligió a Pedrito como feridor por lo que Oltra iría con Soro. El pelotari de Masamagrell empezó haciendo tres juegos seguidos consiguiendo un 30-15 a su favor. Momento en el que Facheca hizo su primer juego, desde el dau (20 por 30) y no volvería a puntuar hasta que volviera al dau(40 por 25). Soro III aceleró su juego colocando un 55-25 al marcador. Facheca pudo sumar un juego más, pero no fue suficiente por arrebatarle el trofeo de Campeón Individual a Soro III con el resultado final de 60 por 30.
El presidente de la Generalidad Valenciana Alberto Fabra asistió a la final y fue recibido con pitidos por el público asistente. Este hizo entrega del trofeo que acredita a Soro III como campeón. Al tratarse del tercer campeonato consecutivo conseguido por el de Masamagrell, se le fue otorgado el Friso griego que representa unos jugadores de Pelota en la Antigüedad.